# 奧茲利伊夫
50°30′10″N 25°40′11″E / 50.50278°N 25.66972°E
奧茲利伊夫（烏克蘭語：Озліїв），是烏克蘭西北部的村莊，隸屬里夫內州的杜布諾區。該村始建於1583年，面積8.15平方公里，海拔高度199米，2001年人口262，人口密度每平方公里32.2人。